# Hatiora salicornioides

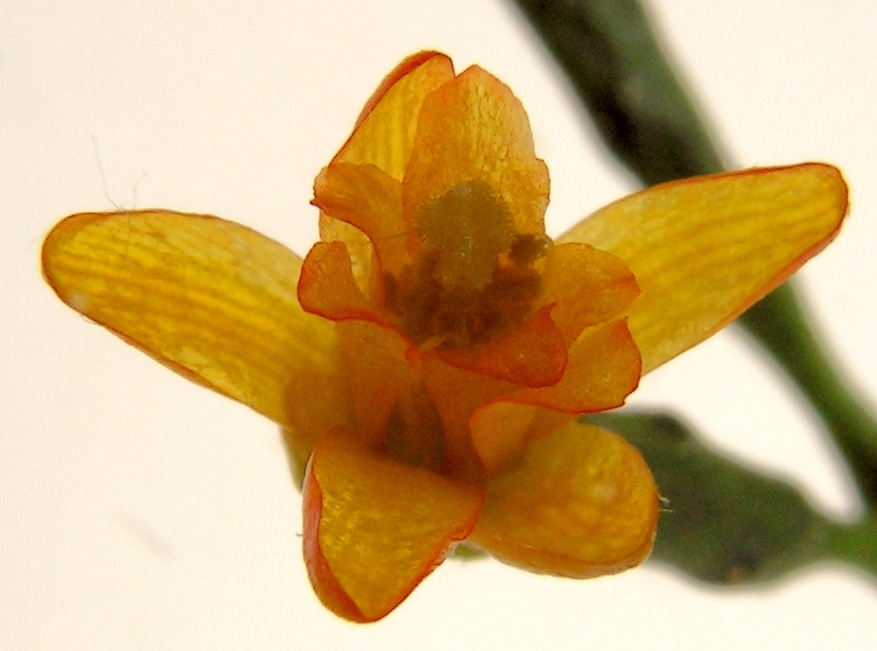
Kwiat

Hatiora salicornioides – gatunek sukulenta z rodziny kaktusowatych (Cactaceae). W środowisku naturalnym występuje w Ameryce Południowej w Brazylii (Bahia, Espirito Santo, Minas Gerais, Parana, Rio de Janeiro, São Paulo). To najpopularniejszy przedstawiciel rodzaju Hatiora – jest w sprzedaży w wielu krajach świata.

## Klasyfikacja i nazewnictwo
Gatunek należy do rzędu goździkowców, rodziny kaktusowatych, rodzaju Hatoria. Nazwa rodzajowa jest anagramem nazwiska angielskiego naukowca i kartografa żyjącego w latach 1560–1621 – Thomasa Hariota.

## Morfologia
H. salicornioides przypomina rozgałęziony, ciemnozielony koralowiec. Jest sukulentem – magazynuje wodę, odznacza się małą transpiracją. Nie posiada liści, a jedynie zwieszające się pędy, składające się z licznych butelkowatych segmentów. Pędy rozrastają się obficie w różnych kierunkach, dlatego roślina jest zwarta. Osiąga długość do 60 cm, wysokość do około 50 cm, segmenty mają około 3 cm.
Kwitnienie starszych okazów odbywa się w okresie od marca do maja. Kwiaty są liczne, drobne, pomarańczowo żółte, wyrastają na końcach pędów. Mają długość około 1 cm i nie wydzielają zapachu. Po zakończeniu kwitnienia kwiaty rozwijają się w białe owoce o czerwonych wierzchołkach. Pokrój rośliny jest bardzo plastyczny i interesujący ze względów dekoracyjnych.

## Biologia i ekologia
Epifit. Siedliskiem zapewniającym odpowiedni rozwój H. selicornioides w środowisku naturalnym są inne rośliny, na których jednak nie pasożytuje. Odżywia się substancjami z rozkładających się opadłych liści, które gromadzą się pomiędzy jej korzeniami.

## Uprawa
Jest to roślina łatwa w uprawie. Optymalne jest dla niej kwaśne, łatwo przepuszczalne podłoże (ze względu na podobieństwo do warunków glebowych w środowisku naturalnym) oraz odpowiednie podlewanie, które nie powinno być zbyt częste. Nadmierna ilość wody powoduje żółknięcie segmentów pędów. Niewłaściwe jest pozostawianie nadmiaru wody na podstawce, a ponowne podlewanie powinno odbyć się po wcześniejszym przeschnięciu podłoża. Roślinę można zraszać miękką wodą, jak np. deszczówka, by zwiększyć wilgotność otoczenia.
W okresie letnim roślinę należy chronić przed intensywnymi promieniami słonecznymi, szczególnie w godzinach południowych. Słońce może powodować uszkodzenia pędów. Idealnym stanowiskiem dla rośliny jest ekspozycja wschodnia lub zachodnia. Podlewanie nieco intensywniejsze.
W okresie zimowym roślinę należy trzymać w oświetlonym miejscu, w temperaturze około 10 °C (ponieważ chłodniejsze otoczenie jest konieczne do zakwitnięcia), podlewając oszczędnie.
Co roku wiosną można przesadzać młode okazy. Starsze rośliny przesadza się co 2–3 lata. Roślinę należy regularnie nawozić (poza okresem zimowym). Najlepiej pobierać sadzonki o długości 8–10 cm.